# Freikonservative Partei

Die Freikonservative Fraktion des Preußischen Abgeordnetenhauses (1907), 1. Kurt Merbach, 2. Adolf Arndt, 3. Hans von Hellmann, 4. Max Wessel, Polizeipräsident, 5. Heinrich Brunstermann, 6. Karl von Gamp-Massaunen, 7. Wilhelm von Kardorff, 8. Octavio von Zedlitz-Neukirch, 9. Gustav Schwartz, 10. Franz Höltzel, 11. Anton Matthias Schön, 12. Rudolf von Bitter der Jüngere, 13. Otto von Moltke, 14. Otto Holtz, 15. Student, 16. Max Krause, 17. Robert Hue de Grais, 18. Willibald von Dirksen, 19. Traugott Hermann von Arnim-Muskau, 20. Max Baensch-Schmidtlein, 21. Max Rewoldt, 22. Ernst Ißmer, 23. Waldemar Mueller, 24. Hermann von Christen, 25. Ernst Heinrich Bokelmann, 26. Otto Arendt, 27. Richard Vopelius, 28. Karl Wilhelm Witt (Marienwerder), 29. Bzesnitzek, 30. Thies Hinrich Engelbrecht, 31. Georg Kiehn, 32. Ernst Wagner, 33. Adam Braemer, 34. Christoph Boecker (Neuhaldensleben) 35. Eduard von Liebert, 36. Hermann Kriege (Bentheim), 37. Georg Schultz, 38. Friedrich Eduard Neubarth, 39. Erwin Lüders, 40. Richard Löscher, 41. Seydel (Diedersdorf), 42. Kelch (Präsident), 43. Otto Graß, 44. Karl Volger, 45. Hans Delbrück, 46. Johannes Johanssen, 47. von Oschoppe, 48. Julius Vorster junior, 49. Otto von Dewitz (Oldenburg in Holstein), 50. Max Kolbe, 51. Franz Doerksen, 52. Wendroth (Segeberg)

Die Freikonservative Partei war eine überwiegend im Königreich Preußen aktive Partei des Deutschen Reiches bis 1918. Sie stand politisch zwischen der traditionelleren Deutschkonservativen Partei und der Nationalliberalen Partei. Nach dem Ersten Weltkrieg traten ihre Anhänger großteils zur Deutschnationalen Volkspartei über. Ein kleinerer Teil ging zur Deutschen Volkspartei unter Gustav Stresemann.

## Programm
Politisch forderte die Freikonservative Partei die Wahrung der kulturpolitischen Interessen des preußischen Protestantismus und der wirtschaftlichen der ostelbischen Agrarier. Sie sprach sich eindeutig gegen den Konstitutionalismus und die Gewaltenteilung aus. Reichskanzler Bismarck wurde vorbehaltlos unterstützt. Zugleich vertrat die Freikonservative Partei einen preußischen Partikularismus und ein typisch christlich-patriarchales Denken.

## Geschichte
Die Freikonservative Partei wurde 1867 gegründet. Sie entstand 1866 als Abspaltung von der preußischen Konservativen Partei, zunächst als Freikonservative Vereinigung unter Leitung von Graf Eduard Georg von Bethusy-Huc. Sie unterstützte die Einigungspolitik von Otto von Bismarck und bestand überwiegend aus agrarkonservativen und bürokratischen Führungseliten. Zu den namhaftesten Repräsentanten der Freikonservativen zählten der Gutsbesitzer Wilhelm von Kardorff, der Industrielle Carl Ferdinand von Stumm-Halberg, der Politiker und Juraprofessor Heinrich von Achenbach, der Agrarier Karl Rudolf Friedenthal, Fürst Hermann von Hatzfeldt, der Londoner Botschafter im Jahre 1914 Karl Max Fürst Lichnowsky, der Diplomat Willibald von Dirksen, der erste Reichsbankpräsident Hermann von Dechend, der Landeshauptmann der Provinz Sachsen und Präsident des Evangelischen Bundes Wilko Levin Graf von Wintzingerode-Bodenstein, der Jurist und Grundbesitzinteressenvertreter Johann Viktor Bredt, der Verwaltungsjurist und Regierungspräsident Robert Graf Hue de Grais, die preußischen Generäle Hans von Beseler und Eduard von Liebert sowie die Historiker Hans Delbrück und Otto Hoetzsch.

### Deutsche Reichspartei (ab 1871)
Im Deutschen Reich ab 1871 nannten sich die Freikonservativen Deutsche Reichspartei (DRP). Politisch stand sie zwischen den Nationalliberalen und der Deutschkonservativen Partei. Die Freikonservativen unterstützten als dezidiert regierungsfreundliche Partei den Kulturkampf und als Partei der Eliten die Sozialistengesetze Bismarcks. 1878 war sie die treibende Kraft bei der Wendung zur Schutzzollpolitik unter Führung Wilhelm von Kardorffs. Während der Jahre 1887 und 1890 war sie eine der so genannten Kartellparteien – ein Wahlbündnis der Rechtsparteien (Deutschkonservative Partei und Freikonservative) und der Nationalliberalen. Das Kartell war ausgerichtet auf die Stützung Bismarcks („Bismarck sans phrase“) und setzte das Septennat durch.

### Klientel
Die Partei hatte Hochburgen unter anderem in Schlesien, wo auch der katholische Hochadel zur Partei fand, darunter viele Standesherren, z. B. Hugo zu Hohenlohe-Öhringen, Herzog von Ujest, Victor Herzog von Ratibor und Hans Heinrich XI. von Hochberg, Fürst von Pleß. In ihnen verkörperte sich geradezu das „Bündnis von Latifundienbesitz und industriellem Magnatentum“ (Heinz Gollwitzer).

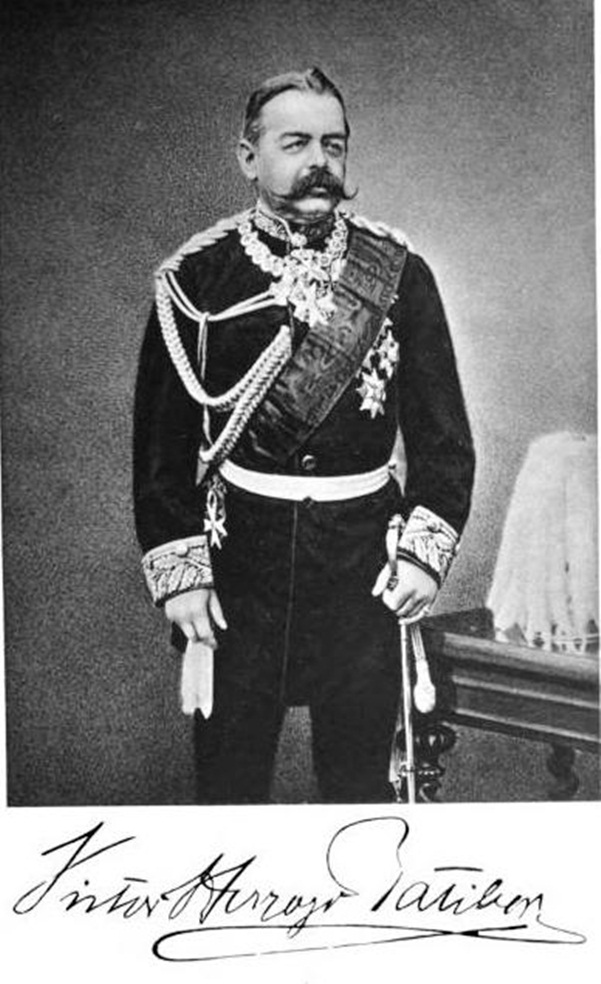
Viktor Herzog von Ratibor, Mitbegründer der Freikonservativen

Sie galt als die Partei des Adels, der Minister und der Diplomaten und fand kaum Wähler in niedrigeren sozialen Schichten. Die Partei war intern kaum organisiert, sie bestand im Wesentlichen aus den Fraktionen im Reichstag und im preußischen Landtag. Um die Verbindung zwischen diesen beiden Fraktionen herzustellen, gab es ab 1870 einen Landesausschuss, der wenig Aktivität entfaltete und über ein von nur einer Person besetztes Büro in Berlin verfügte. Vor 1890 gab es auch keinen offiziellen Parteivorsitzenden, der erste Parteitag fand erst 1906 in Breslau statt, ab 1907 gab es einen Wahlverein als offizielle Parteistruktur, der von einem Gesamtvorstand und einem Ausschuss geführt wurde. In der Spätphase wurden auch Landesverbände aufgebaut.
Die traditionelle Zeitung der Partei war Die Post, die 1910 in das regierungskritische alldeutsche Lager übertrat.
Während der wilhelminischen Epoche befürwortete die Partei eine aktive Kolonialpolitik, trat für den Schlachtflottenbau und die Weltpolitik ein. Die maßgeblichen Politiker nach Stumm-Halberg und Kardorff waren der Schlesier Octavio von Zedlitz-Neukirch und der ostpreußische Gutsbesitzer Karl von Gamp-Massaunen. Führende Parteivertreter gründeten den Reichsverband gegen die Sozialdemokratie mit. In den Jahren 1906–1909 gehörten die Freikonservativen zum Bülow-Block. Als Vertreter eines Reformkonservatismus versuchte Adolf Grabowsky 1912 über die Zeitschrift Das neue Deutschland – Wochenschrift für konservativen Fortschritt eine konservative Volkspartei zu schaffen. Dies blieb ohne Resonanz. Während des Ersten Weltkriegs trat die Partei für expansive Kriegsziele ein, lehnte die Friedensresolution von 1917 ab, bekämpfte die Parlamentarisierung der Reichsverfassung sowie mit wenigen Ausnahmen (Bredt) die Reform des preußischen Dreiklassenwahlrechts und unterstützte zum Teil die militaristische Deutsche Vaterlandspartei. Innerhalb der Partei standen sich ein gouvernementaler traditionell-elitärer und ein alldeutsch-radikalisierter kleinbürgerlicher Flügel gegenüber.

### Weimarer Republik
Der Großteil ihrer Mitglieder beteiligte sich 1918 an der Gründung der Deutschnationalen Volkspartei (DNVP). Ein weiterer Teil der Anhänger ging in der nationalliberalen Deutschen Volkspartei (DVP) auf. General von Liebert trat 1929 in die NSDAP ein.